# Okinoerabujima
Okinoerabujima (沖永良部島 Trùng Vĩnh Lương Bộ đảo, tiếng Amami: っイェラブ Yyerabu) là một hòn đảo mà về mặt hành chính thuộc về quận Ōshima, tỉnh Kagoshima, Nhật Bản và là một phần của quần đảo Amami. Đảo có diện tích 93, 65 km²và dân số là khoảng 3767 (2012)
Có hai thị trấn trên đảo là Wadomari và China.
Sân bay Okinoerabu nằm ở thị trấn Wadomari, phục vụ nhu cầu hàng không của đảo.